# Finale wereldkampioenschap voetbal vrouwen 2023
De finale van het wereldkampioenschap voetbal vrouwen 2023 was de negende eindstrijd van het wereldkampioenschap vrouwenvoetbal. De voetbalwedstrijd werd gespeeld tussen Spanje en Engeland op zondag 20 augustus 2023 in het Stadium Australia te Sydney. Olga Carmona maakte het enige doelpunt van de wedstrijd, waardoor Spanje voor een eerste keer wereldkampioen werd en de titel overnam van de Verenigde Staten.

## Organisatie

### Stadion
Op 31 maart 2021 werd bekend dat de finale gespeeld zou worden in het Stadium Australia in Sydney. Dat stadion werd in 1999 geopend voor de Olympische Zomerspelen 2000 en biedt plaats aan meer dan 80.000 toeschouwers. Er werden zeven wedstrijden, waaronder de finale, gespeeld op het Aziatisch kampioenschap voetbal 2015.

### Scheidsrechter
De FIFA maakte op 18 augustus 2023 bekend dat Tori Penso de scheidsrechter zou zijn van de finale. Zij werd daarbij geassisteerd door haar landgenoten Kathryn Nesbitt en Brooke Mayo en de Japanse vierde official Yoshimi Yamashita. De Nicaraguaanse Tatiana Guzman werd gekozen als videoscheidsrechter met de Nederlander Pol van Boekel als haar assistent. Pierluigi Collina, baas van de scheidsrechterscommissie van de FIFA, stelde dat Penso de best mogelijke keus was. Penso had eerder op het toernooi al de leiding over vier andere wedstrijden, waaronder de halve finale die Engeland met 3–1 van Australië won. Zij werd de eerste Amerikaanse scheidsrechter van een finale op het WK vrouwenvoetbal.

### Sluitingsceremonie
In aanloop naar de finale gaf de Australische singer-songwriter Tones and I op het veld een optreden als sluitingsceremonie van het toernooi.

## Voorgeschiedenis
Zowel Spanje als Engeland spelen voor een eerste keer in de WK-finale. De mannenteams van beide landen speelden één keer eerder een finale die gewonnen werd; Engeland deed dat in 1966 en Spanje in 2010. Engeland stond bovendien drie keer eerder in de finale van het Europees kampioenschap: het verloor in 1984 en 2009 en won in 2022. Beide teams hadden nog nooit eerder tegen elkaar gespeeld op een WK. Wel speelden zij drie keer eerder tegen elkaar op het Europees kampioenschap: Spanje won in de groepsfase van 2013 en Engeland won in de groepsfase van 2017 en de kwartfinale van 2022. Het is de derde keer dat de finale gaat tussen twee Europese landen. Eerder gebeurde dat in 1995, toen Noorwegen van Duitsland won, en in 2003, toen Duitsland van Zweden won. Sinds 2007 is het toernooi niet meer gewonnen door een Europees land. Het is de eerste keer dat zowel de Verenigde Staten en Duitsland allebei ontbreken in de finale. De Spaanse bondscoach Jorge Vilda had nog nooit eerder een finale van een groot toernooi getraind. Sarina Wiegman had daarentegen met Nederland al de WK-finale van 2019 verloren en won de EK-finales van 2017 met Nederland en 2022 met Engeland. Bij aanvang van het toernooi stond Spanje zesde en Engeland vierde op de FIFA-wereldranglijst.

## Weg naar de finale
| Pos | Team      | Wed | Ptn |
| --- | --------- | --- | --- |
| 1   | Spanje    | 8   | 24  |
| 2   | Schotland | 8   | 16  |
| 3   | Oekraïne  | 8   | 10  |
| 4   | Hongarije | 8   | 9   |
| 5   | Faeröer   | 8   | 0   |

| Pos | Team            | Wed | Ptn |
| --- | --------------- | --- | --- |
| 1   | Engeland        | 10  | 30  |
| 2   | Oostenrijk      | 10  | 22  |
| 3   | Noord-Ierland   | 10  | 19  |
| 4   | Luxemburg       | 10  | 9   |
| 5   | Noord-Macedonië | 10  | 6   |
| 6   | Letland         | 10  | 3   |

| Pos | Team       | Wed | Ptn |
| --- | ---------- | --- | --- |
| 1   | Japan      | 3   | 9   |
| 2   | Spanje     | 3   | 6   |
| 3   | Zambia     | 3   | 3   |
| 4   | Costa Rica | 3   | 0   |

| Pos | Team       | Wed | Ptn |
| --- | ---------- | --- | --- |
| 1   | Engeland   | 3   | 9   |
| 2   | Denemarken | 3   | 6   |
| 3   | China      | 3   | 3   |
| 4   | Haïti      | 3   | 0   |

### Spanje

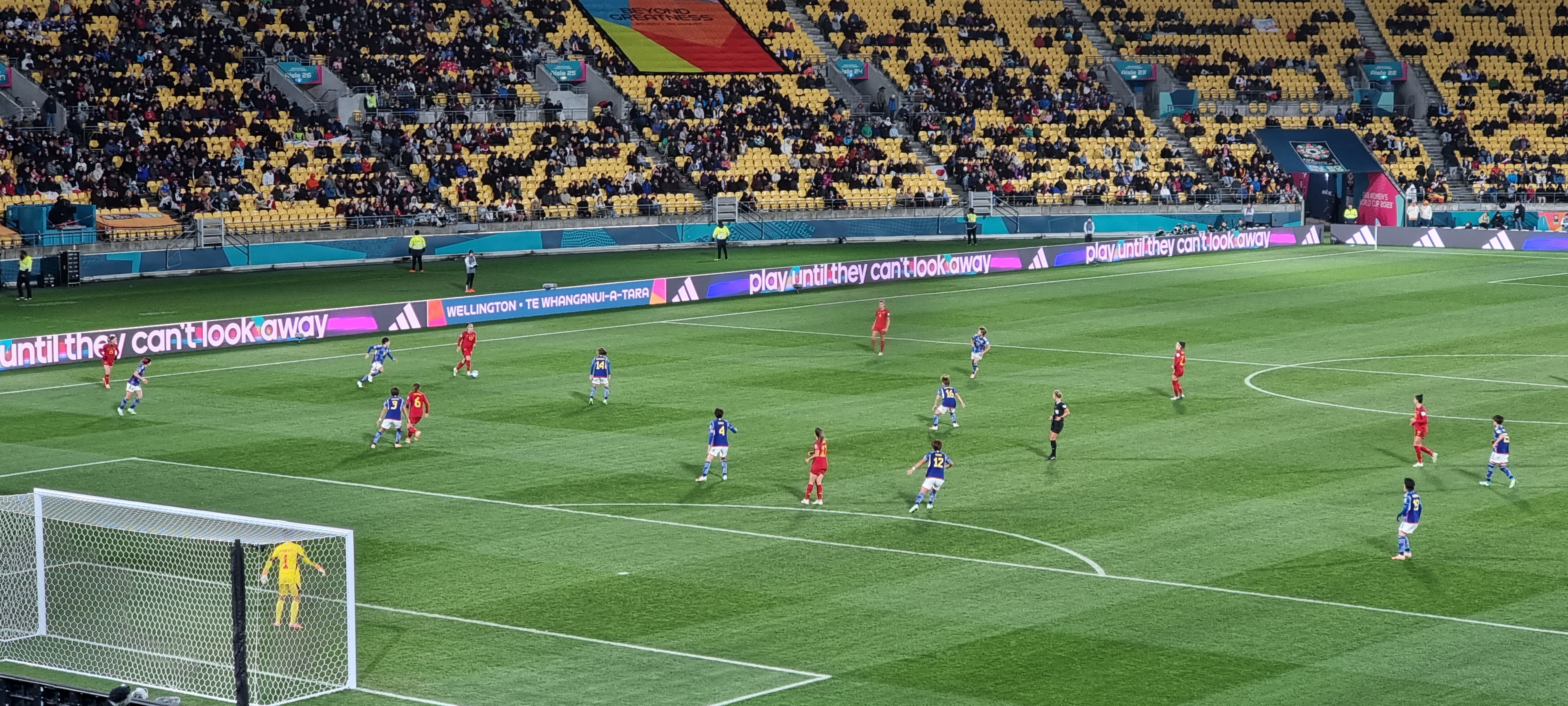
Spanje in actie tijdens het groepsduel met Japan (4–0 verlies).

Spanje plaatste zich als groepswinnaar in de kwalificatie door alle acht de wedstrijden te winnen, tegen Schotland, Oekraïne, Hongarije en de Faeröer. Zes van die wedstrijden werden met minstens vijf doelpunten verschil gewonnen. Op het eindtoernooi werd Spanje ingedeeld in groep C met Costa Rica, Zambia en Japan. In de maanden voorafgaand aan het wereldkampioenschap kwam een groot aantal Spaanse spelers van het EK 2022 niet meer in actie na een statement waarin ze vertelden dat er verandering nodig was. Enkele van die spelers ontbraken ook in de selectie voor het WK 2022, zoals Sandra Paños, Mapi León, Patricia Guijarro en Clàudia Pina. Spanje opende zijn toernooi in het Wellington Regional Stadium tegen Costa Rica. Spanje kwam op een voorsprong toen Valeria del Campo de bal na twintig minuten in eigen doel werkte. Zes minuten later had Spanje nog twee keer gescoord, via Aitana Bonmatí en uit een rebound Esther González. In het restant van de wedstrijd bleef Spanje domineren. De score bleef echter staan op 3–0, mede omdat een strafschop van Jennifer Hermoso gestopt werd door Daniela Solera. De score in Spanje's volgende wedstrijd, tegen Zambia op Eden Park, werd binnen tien minuten geopend door een afstandsschot van Teresa Abelleira. Snel daarna kopte Hermoso van dichtbij raak. In de tweede helft liep de score op tot 5–0 door doelpunten van Alba Redondo, die eerst Eunice Sakala omzeilde en later wederom raak schoot, en Hermoso, die binnen kon schieten nadat de bal de paal had geraakt. Met zes punten uit twee wedstrijden plaatste Spanje zich voor de knock-outfase. In de laatste groepswedstrijd speelde Spanje om de groepswinst tegen Japan in het Wellington Regional Stadium. Spanje had het meeste balbezit, maar Japan had een 3–0 leiding bij de rust door twee treffers van Hinata Miyazawa en één van Riko Ueki. Spanje had nog nooit eerder drie tegendoelpunten gekregen in een WK-wedstrijd. In de tweede helft kon Spanje het leed niet beperken en maakte Japan er via Mina Tanaka nog een doelpunt bij: 4–0.
Als nummer 2 van groep C nam Spanje het in de achtste finales op Eden Park op tegen Zwitserland, de winnaar van groep A. Binnen vijf minuten schoot Aitana Bonmatí al raak. Zes minuten later belandde een terugspeelpass van Laia Codina in eigen doel, waardoor Zwitserland op gelijke hoogte kwam. Weer zes minuten later maakte Redondo dat goed voor Spanje door met een kopbal voor een nieuwe voorsprong te zorgen. Uiteindelijk liep Spanje uit tot een 5–1 zege. Bonmatí maakte haar tweede doelpunt, Codina schoot uit een hoekschop van dichtbij raak en in de tweede helft scoorde Hermoso. Zo plaatste Spanje zich voor de eerste keer in zijn geschiedenis voor de kwartfinales van het WK. Daarin trof het Nederland in het Wellington Regional Stadium. In de eerste helft werd een doelpunt van González afgekeurd voor buitenspel door de videoscheidsrechter. Diezelfde videoscheidsrechter zette een streep door een strafschop voor Nederland in de tweede helft en kende na tachtig minuten wel een strafschop toe aan Spanje voor een handsbal van Stefanie van der Gragt. Vanaf elf meter zette Mariona Caldentey haar team vervolgens op voorsprong in de slotfase. Een gelijkmaker van Van der Gragt in de blessuretijd zorgde voor een verlenging. Na gemiste kansen van Lineth Beerensteyn zorgde Salma Paralluelo er aan de andere kant met het winnende doelpunt voor dat Spanje zich plaatste voor de halve finale, waarin Zweden de tegenstander was op Eden Park. Ook in die halve finale vielen alle doelpunten na tachtig minuten. Na Paralluelo's openingstreffer maakte Rebecka Blomqvist de gelijkmaker voor Zweden, maar weer een minuut later vond Spanje weer het net via Olga Carmona en de onderkant van de lat. Zo won Spanje de wedstrijd zonder een verlenging nodig te hebben en plaatste het zich voor het eerst voor de WK-finale.

### Engeland
Engeland plaatste zich als groepswinnaar en Europees kampioen in de kwalificatie door alle tien de wedstrijden te winnen, tegen Noord-Macedonië, Luxemburg, Noord-Ierland, Letland en Oostenrijk. De helft van die wedstrijden werden met minstens tien doelpunten verschil gewonnen. Op het eindtoernooi werd Engeland ingedeeld in groep D met Haïti, Denemarken en China. Leah Williamson, Beth Mead en Fran Kirby haakten met blessures af voor het WK. Engeland opende zijn toernooi tegen Haïti in het Brisbane Stadium. In de eerste helft kreeg Engeland een strafschop toegekend voor een handsbal van Batcheba Louis. Georgia Stanway zag haar poging vanaf elf meter gestopt worden door Kerly Théus, maar mocht de penalty opnieuw nemen en schoot in de herkansing wel raak. Ondanks enkele gevaarlijke momenten van beide teams bleef die treffer de enige van de wedstrijd. Ook in de tweede groepswedstrijd, tegen Denemarken in het Sydney Football Stadium, was één doelpunt genoeg voor een Engelse zege. Lauren James schoot al in de zesde minuut raak van buiten het strafschopgebied, maar in het restant van het duel werd niet meer gescoord. Wel raakte Keira Walsh geblesseerd. Zij ontbrak daardoor in de laatste groepswedstrijd, tegen China in het Hindmarsh Stadium. De score in die wedstrijd werd al binnen vier minuten geopend door Alessia Russo. Ook Lauren Hemp en James scoorden in de eerste helft. In de tweede helft deed Wang Shuang wat terug voor de Aziaten, maar scoorde Engeland vervolgens nog driemaal: James met een volley, Chloe Kelly voor open doel en Rachel Daly en Rachel Daly op het randje van buitenspel. Met de 6–1 zege plaatste Engeland zich voor de knock-outfase als groepswinnaar.
Engeland nam het in de achtste finales in het Brisbane Stadium op tegen de de nummer 2 van groep A: Nigeria. Engeland kwam niet tot scoren, mede omdat een gegeven strafschop werd teruggedraaid door de videoscheidsrechter. De Nigerianen kwamen ook niet tot scoren, maar raakten wel de lat in beide helften van de reguliere speeltijd en in de verlenging. In de verlenging speelde Engeland zonder James, nadat zij van het veld gestuurd werd voor het stappen op de rug van tegenstander Michelle Alozie. Na 120 doelpuntloze minuten volgde een penaltyserie. Bij Engeland miste enkel Stanway, terwijl zowel Oparanozie als Michelle Alozie misten bij Nigeria. Kelly schoot Engeland met haar beslissende strafschop richting de kwartfinales. James werd geschorst voor zowel de kwartfinale als een eventuele halve finale. Engelands volgende tegenstander was Colombia in het Melbourne Rectangular Stadium. Engeland kwam op een achterstand toen Leicy Santos in de 44ste minuut Mary Earps verraste. In zes minuten blessuretijd kon Hemp dat nog voor de rust goed maken door te profiteren van gegrabbel door Catalina Pérez. In de tweede helft completeerde een doelpunt van Russo een Engelse comeback waar Colombia geen antwoord op had. Gastland Australië werd in het Stadium Australia Engelands laatste horde richting de finale. Op aangeven van Russo schoot Ella Toone het eerste doelpunt van de wedstrijd binnen, in de verre bovenhoek. Na een uur schoot de Australische sterspeelster Sam Kerr van afstand raak om Australië op gelijke hoogte te brengen. Tien minuten later had Hemp de voorsprong alweer hersteld namens Engeland. Australië wist vervolgens niet voor een tweede keer gelijk te maken, waarna Russo voor de beslissing zorgde. Zo bereikte Engeland zijn eerste WK-finale.

## Wedstrijd

### Gegevens
|                                               |                                |               |          | |
| 20 augustus 2023 20:00 (UTC+10) 12:00 (UTC+2) | Spanje                         | 1 – 0 (1 – 0) | Engeland | Stadion: Stadium Australia, Sydney Toeschouwers: 75.784 Scheidsrechter: Tori Penso Assistenten: Kathryn Nesbitt Assistenten: Brooke Mayo Vierde official: Yoshimi Yamashita Video-assistent: Tatiana Guzman AVAR: Pol van Boekel Speler van de wedstrijd: Olga Carmona |
| 20 augustus 2023 20:00 (UTC+10) 12:00 (UTC+2) | Carmona 29' Hermoso 69' (pen.) | Verslag       |          | Stadion: Stadium Australia, Sydney Toeschouwers: 75.784 Scheidsrechter: Tori Penso Assistenten: Kathryn Nesbitt Assistenten: Brooke Mayo Vierde official: Yoshimi Yamashita Video-assistent: Tatiana Guzman AVAR: Pol van Boekel Speler van de wedstrijd: Olga Carmona |
| 20 augustus 2023 20:00 (UTC+10) 12:00 (UTC+2) |                                |               |          | Stadion: Stadium Australia, Sydney Toeschouwers: 75.784 Scheidsrechter: Tori Penso Assistenten: Kathryn Nesbitt Assistenten: Brooke Mayo Vierde official: Yoshimi Yamashita Video-assistent: Tatiana Guzman AVAR: Pol van Boekel Speler van de wedstrijd: Olga Carmona |
| 20 augustus 2023 20:00 (UTC+10) 12:00 (UTC+2) |                                |               |          | Stadion: Stadium Australia, Sydney Toeschouwers: 75.784 Scheidsrechter: Tori Penso Assistenten: Kathryn Nesbitt Assistenten: Brooke Mayo Vierde official: Yoshimi Yamashita Video-assistent: Tatiana Guzman AVAR: Pol van Boekel Speler van de wedstrijd: Olga Carmona |
|                                               |                                |               |          | |

| Spanje | Engeland |

| Spanje:        |    |                      |     |
|                |    |                      |     |
| DM             | 23 | Cata Coll            |     |
| RA             | 02 | Ona Batlle           |     |
| CV             | 04 | Irene Paredes        |     |
| CV             | 14 | Laia Codina          | 73' |
| LA             | 19 | Olga Carmona         |     |
| VM             | 03 | Teresa Abelleira     |     |
| CM             | 06 | Aitana Bonmatí       |     |
| CM             | 10 | Jennifer Hermoso     |     |
| RB             | 17 | Alba Redondo         | 60' |
| SP             | 18 | Salma Paralluelo     | 78' |
| LB             | 08 | Mariona Caldentey    | 90' |
| Wisselspelers: |    |                      |     |
| DM             | 01 | Misa Rodríguez       |     |
| DM             | 13 | Enith Salón          |     |
| VD             | 05 | Ivana Andrés         | 73' |
| VD             | 12 | Oihane Hernández     | 60' |
| VD             | 20 | Rocío Gálvez         |     |
| MV             | 07 | Irene Guerrero       |     |
| MV             | 11 | Alèxia Putellas      | 90' |
| MV             | 16 | María Pérez          |     |
| MV             | 21 | Claudia Zornoza      |     |
| AV             | 09 | Esther González      |     |
| AV             | 15 | Eva Navarro          |     |
| AV             | 22 | Athenea del Castillo |     |
| Coach:         |    |                      |     |
| Jorge Vilda    |    |                      |     |

| Engeland:      |    |                  |     |
|                |    |                  |     |
| DM             | 01 | Mary Earps       |     |
| CV             | 16 | Jess Carter      |     |
| CV             | 06 | Millie Bright    |     |
| CV             | 05 | Alex Greenwood   |     |
| RVV            | 02 | Lucy Bronze      |     |
| CM             | 08 | Georgia Stanway  |     |
| CM             | 04 | Keira Walsh      |     |
| LVV            | 09 | Rachel Daly      | 46' |
| AM             | 10 | Ella Toone       | 87' |
| SP             | 23 | Alessia Russo    | 46' |
| SP             | 11 | Lauren Hemp      | 55' |
| Wisselspelers: |    |                  |     |
| DM             | 13 | Hannah Hampton   |     |
| DM             | 21 | Ellie Roebuck    |     |
| VD             | 03 | Niamh Charles    |     |
| VD             | 14 | Lotte Wubben-Moy |     |
| VD             | 15 | Esme Morgan      |     |
| MV             | 12 | Jordan Nobbs     |     |
| MV             | 17 | Laura Coombs     |     |
| MV             | 20 | Katie Zelem      |     |
| AV             | 07 | Lauren James     | 46' |
| AV             | 18 | Chloe Kelly      | 46' |
| AV             | 19 | Bethany England  | 87' |
| AV             | 22 | Katie Robinson   |     |
| Coach:         |    |                  |     |
| Sarina Wiegman |    |                  |     |

### Statistieken
| Statistieken           | Spanje | Engeland |
| ---------------------- | ------ | -------- |
| Doelpunten             | 1      | 0        |
| Gele kaarten           | 1      | 1        |
| Rode kaarten           | 0      | 0        |
| Wissels                | 3      | 3        |
| Schoten op doel        | 5      | 3        |
| Schoten naast doel     | 4      | 3        |
| Overtredingen          | 9      | 15       |
| Hoekschoppen           | 7      | 3        |
| Buitenspel             | 0      | 5        |
| Geslaagde passes       | 413    | 281      |
| Passnauwkeurigheid (%) | 85     | 78       |
| Balbezit (%)           | 56     | 44       |

## Nasleep
Spanje werd met de overwinning voor een eerste keer wereldkampioen vrouwenvoetbal. Na de Verenigde Staten, Duitsland, Noorwegen en Japan werd Spanje het vijfde land en het derde Europese land dat dat lukte. Bovendien volgde Spanje Duitsland als tweede land die wereldkampioen voetbal werd bij zowel de vrouwen als de mannen. Door de 4–0 nederlaag tegen Japan in de groepsfase werd Spanje het tweede land dat een wedstrijd op een WK verloor en hetzelfde toernooi won, na Japan in 2015. Ook werd Spanje het eerste land dat op hetzelfde moment titelhouder was van het WK, het WK onder 20 en het WK onder 17. Salma Paralluelo werd de eerste speler die al deze prijs had gewonnen. De nederlaag van Engeland beëindigde een ongeslagen reeks van 29 niet-oefenwedstrijden sinds maart 2020. Olga Carmona werd verkozen tot speelster van de wedstrijd door de FIFA en VISA.
De finale kreeg ook nog een negatieve nasleep: na de wedstrijd gaf de Spaanse bondsvoorzitter Luis Rubiales aanvoerder Jennifer Hermoso een zoen vol op de mond. Zij liet later weten dit niet op prijs gesteld te hebben, en het gedrag van Rubiales leidde tot een grote rel in Spanje. De Spaanse bond bleef aanvankelijk achter de voorzitter staan, maar de FIFA gelastte een onderzoek en schorste hem voor negentig dagen. En justitie in Spanje ging onderzoeken of er sprake was van seksueel misbruik of geweld. Luis Rubiales is in februari 2025 door een Spaanse rechter veroordeeld tot een boete van 10.800 euro vanwege het zonder toestemming kussen van voetbalster Jennifer Hermoso na het winnen van het WK in 2023. Hij ontliep daarmee een celstraf, hoewel het Openbaar Ministerie aanvankelijk 2,5 jaar gevangenisstraf had geëist.